# اسکای‌لب B

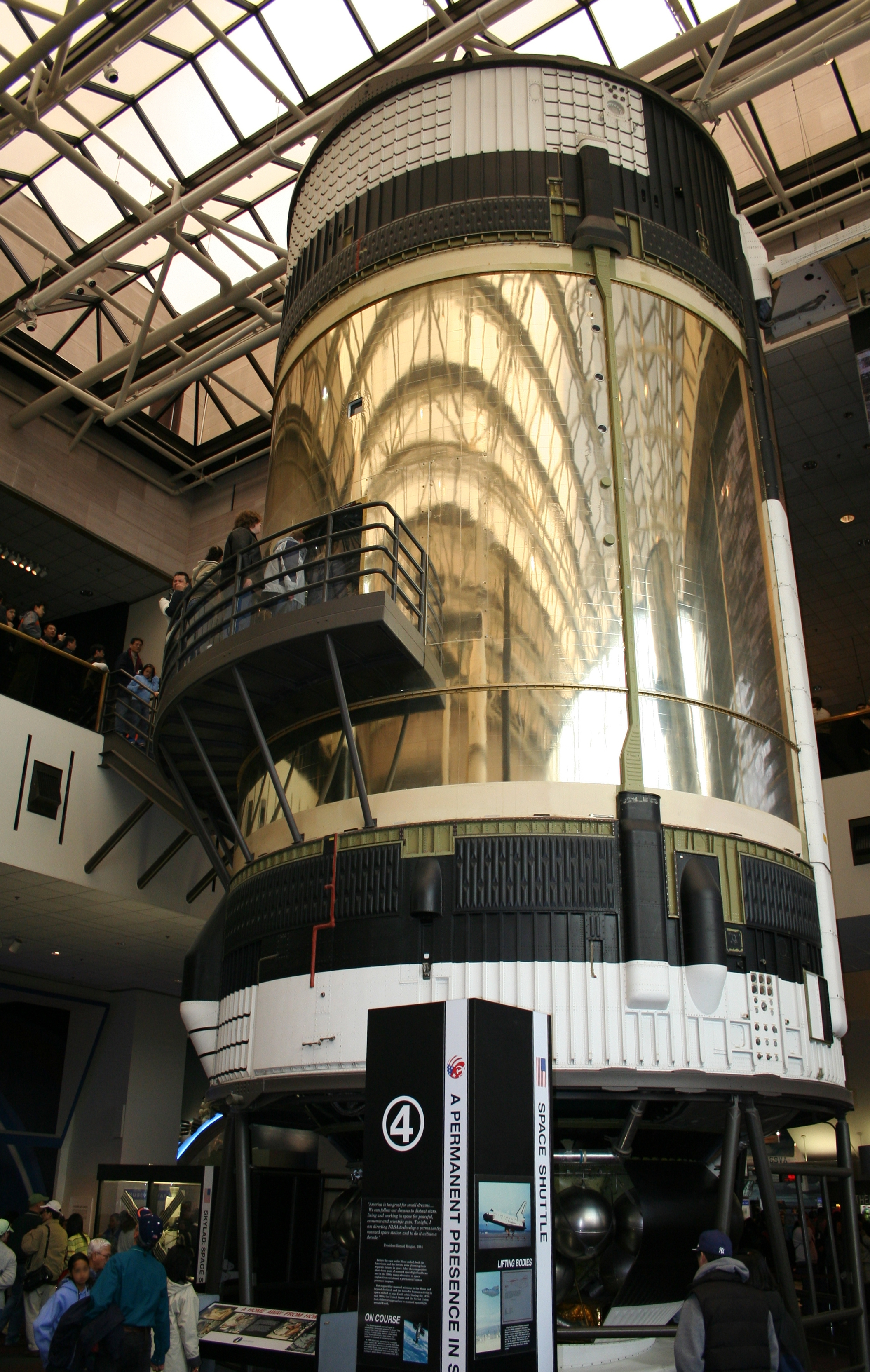
Skylab B Orbital Workshop (S-IVB 515) در موزه ملی هوا و فضا، واشنگتن، دی.سی.

اسکای‌لب B ایستگاه فضایی پیشنهادی آمریکا بود که مشابه اسکای‌لب بود و قرار بود توسط ناسا برای اهداف مختلفی پرتاب شود، بیشتر در ارتباط با پروژه آزمایشی آپولو-سایوز، اما به دلیل کمبود بودجه لغو شد. دو ماژول اسکای‌لب در سال ۱۳۴۹ توسط مک‌دانل داگلاس برای برنامه اسکای‌لب ساخته شدند، که در اصل برنامه کاربردهای آپولو بودند. اولین ماژول در سال ۱۳۵۲ پرتاب شد و دیگری در انبار نگهداری شد، در حالی که ناسا بررسی می‌کرد که چگونه از دارایی‌های باقی‌مانده از آپولو استفاده کند.

## استفاده‌های بالقوه از اسکای‌لب B
برخی از کاربردهای پیشنهادی برای ماژول دوم اسکای‌لب شامل قرار دادن آن در حالت چرخش بود تا بتواند جاذبه مصنوعی تولید کند و برنامه‌ای باشد برای جشن دویستمین سالگرد استقلال ایالات متحده در سال ۱۳۵۵ همزمان با آغاز ماموریت دو سایوز شوروی برای اسکای‌لب پشتیبان.
در آماده‌سازی برای پروژه آزمایشی آپولو-سایوز، مک‌دانل داگلاس یک ایستگاه عظیم را با ترکیب ایستگاه سالیوت با اسکای‌لب B پیشنهاد داد. این امر با پرتاب یک آپولو با یک آداپتور اتصال چندگانه با ۴ درگاه اتصال برای اتصال هر دو ایستگاه و وسایل نقلیه خدماتی (سایوز و آپولو) محقق می‌شد. مأموریت مشترک ایالات متحده و شوروی ممکن بود "اسکای‌لب بین‌المللی" نامیده شود. تغییراتی باید در اسکای‌لب B انجام می‌شد تا از یک جو مخلوط اکسیژن-نیتروژن برای تطابق با جو سالیوت پشتیبانی کند، یا یک هوابند باید نصب می‌شد تا اجازه عبور بین جو مخلوط بخش شوروی به محیط اکسیژن خالص بخش آمریکایی را فراهم کند.

## خدمه احتمالی
در آن زمان، افرادی که درگیر این پروژه بودند انتظار داشتند که خدمه اولیه، خدمه‌ای باشند که به عنوان پشتیبان برای اسکای‌لب 3 و اسکای‌لب 4 خدمت کرده بودند و در حالت آماده‌باش برای مأموریت نجات اسکای‌لب قرار داشتند، به جز خلبان علمی آن ویلیام لِنور.